# خواهر شوهر
خواهر شوهر (به انگلیسی: The Sister-in-law) یک‌فیلم درام آمریکایی دارای جنبه‌های جنسی مردانه محصول سال ۱۹۷۴ به نویسندگی و کارگردانی جوزف روبن است. ماجرای این فیلم حول یک هیپی است. این فیلم در فرودگاه بین‌المللی JFK، جامائیکا، کوئینز، شهر نیویورک، آمریکا فیلمبرداری شده‌است.
این فیلم به دلیل برهنگی، صحنه‌های جنسی و برخی از خشونت‌ها درجه R دریافت کرد.

## بازیگران اصلی
| بازیگر         | نقش            |
| -------------- | -------------- |
| جان سوج        | رابرت استرانگ  |
| آی مک میلان    | ادوارد استرانگ |
| آن ساکسون      | جوانا قوی      |
| Meridith Baer  | دبورا هولت     |
| Frank Scioscia | بنجو           |